# Küstenmacher
Küstenmacher ist ein deutscher Familienname.

## Herkunft und Bedeutung
Küstenmacher ist ein Berufsname und bezieht sich auf einen Kistenmacher bzw. Schreiner.

## Varianten
- Kistenmacher, Kistemaker (niederländisch), Kistner

## Namensträger
- Marion Küstenmacher (* 1956), deutsche Autorin
- Werner Tiki Küstenmacher (* 1953), deutscher Pastor, Grafiker, Autor und Karikaturist